# L'estranya parella
 L'estranya parella  (original: The Odd Couple) és una pel·lícula estatunidenca dirigida per Gene Saks estrenada el 1968 i doblada al català. Trenta anys després de la seva estrena, el 1998, Howard Deutch ha rodat una continuació d'aquesta pel·lícula amb els mateixos actors principals i sobre el mateix tema, The Odd Couple II.

## Argument
Felix Ungar (Jack Lemmon), un hipocondríac obsessionat per la neteja i l'ordre que acaba de ser abandonat per la seva dona, prova de suïcidar-se. Després de diverses temptatives infructuoses, aterra al pis del seu amic Oscar Madison (Walter Matthau), un periodista esportiu divorciat, on té lloc un torneig de pòquer. Després d'haver calmat el seu amic, Oscar proposa a Felix d'hostatjar-lo.
Però els dos companys són de caràcter oposat i la situació es degrada ràpidament. En efecte, després d'afanyar-se a posar ordre en el pis del seu amic més aviat desordenat, Felix vol igualment posar ordre en la vida d'aquest. Però l'obsessió de la neteja de Felix cada vegada ataca més els nervis d'Oscar i la situació arriba al paroxisme quan Felix fa fracassar una cita galant amb les dues germanes Gwendolyn i Cecily Fink.
Oscar ja no dirigeix llavors la paraula a Felix i el fa fora. Però, ràpidament, i pres de remordiment, Oscar va a la seva recerca.

## Repartiment
- Jack Lemmon: Felix Ungar
- Walter Matthau: Oscar Madison
- John Fiedler: Vinnie
- Herb Edelman: Murray
- David Sheiner: Roy
- Larry Haines: Speed
- Monica Evans: Cecily Pigeon
- Carole Shelley: Gwendolyn Pigeon

## Nominacions
- 1969. Oscar al millor muntatge per Frank Bracht
- 1969. Oscar al millor guió adaptat per Neil Simon
- 1969. Globus d'Or al millor actor musical o còmic per Walter Matthau
- 1969. Globus d'Or al millor actor musical o còmic per Jack Lemmon